# 彰化縣立二水國民中學
彰化縣立二水國民中學（Ershui Junior High School）簡稱二水國中或二中，位於台灣彰化縣二水鄉，也是鄉內唯一的一所國中。每年春季皆舉辦環校越野賽跑活動，由全校學生一同參加，自2010年起實施多元社團活動，包括攀岩社、地方特色特產解說社等。校區內設有國際學校，是彰化縣內的遊學教育中心。